# 미하엘 폰 프로이센 왕자
빌헬름 하인리히 미하엘 루이 페르디난트 프리드리히 프란츠 블라디미르 프린츠 폰 프로이센(Wilhelm Heinrich Michael Louis Ferdinand Friedrich Franz Wladimir Prinz von Preussen, 1940년 3월 22일 ~ 2014년 4월 3일)은 제1차 세계 대전이 끝날 때까지 독일을 통치했던 호엔촐레른 왕조의 후손이었다. 그의 증조부 빌헬름 2세는 1918년까지 프로이센의 독일 황제이자 왕이었다. 비록 카이저 빌헬름이 망명 상태에서 사망했고 그의 가족은 독일 공화국에 의해 그것의 부와 계급과 칭호의 많은 부분을 박탈당했지만, 미하엘은 그의 거의 모든 삶을 독일에서 보냈다.